# بني عمار (المنيا)
قرية بني عمار  هي إحدي القرى التابعة لمركز مطاي بمحافظة المنيا في جمهورية مصر العربية. حسب إحصاءات سنة 2006، بلغ إجمالي السكان في بني عمار 3860 نسمة، منهم 1951 رجل و1909 امرأة.